# General Dynamics/Grumman EF-111A Raven
El EF-111A Raven fue un avión de guerra electrónica desarrollado a partir del cazabombardero estadounidense General Dynamics F-111 por la compañía Grumman para reemplazar al obsoleto Douglas EB-66 de la Fuerza Aérea de los Estados Unidos. Sus tripulantes y operarios solían llamarlo "Spark-Vark", una modificación del apodo "Aardvark" del F-111 que hace referencia a la electrónica (spark en inglés significa "chispa").
En 1972, la USAF contrató a Grumman para convertir algunos de los existentes General Dynamics F-111A en aeronaves de guerra electrónica. Esta consideró la posibilidad de utilizar el Grumman EA-6B Prowler, pero fue reacia a la adopción de una aeronave de la marina. Después de la retirada del EF-111 en 1990, la USAF comenzó a depender de los EA-6B Prowler de la marina  para las funciones de guerra electrónica.

## Desarrollo

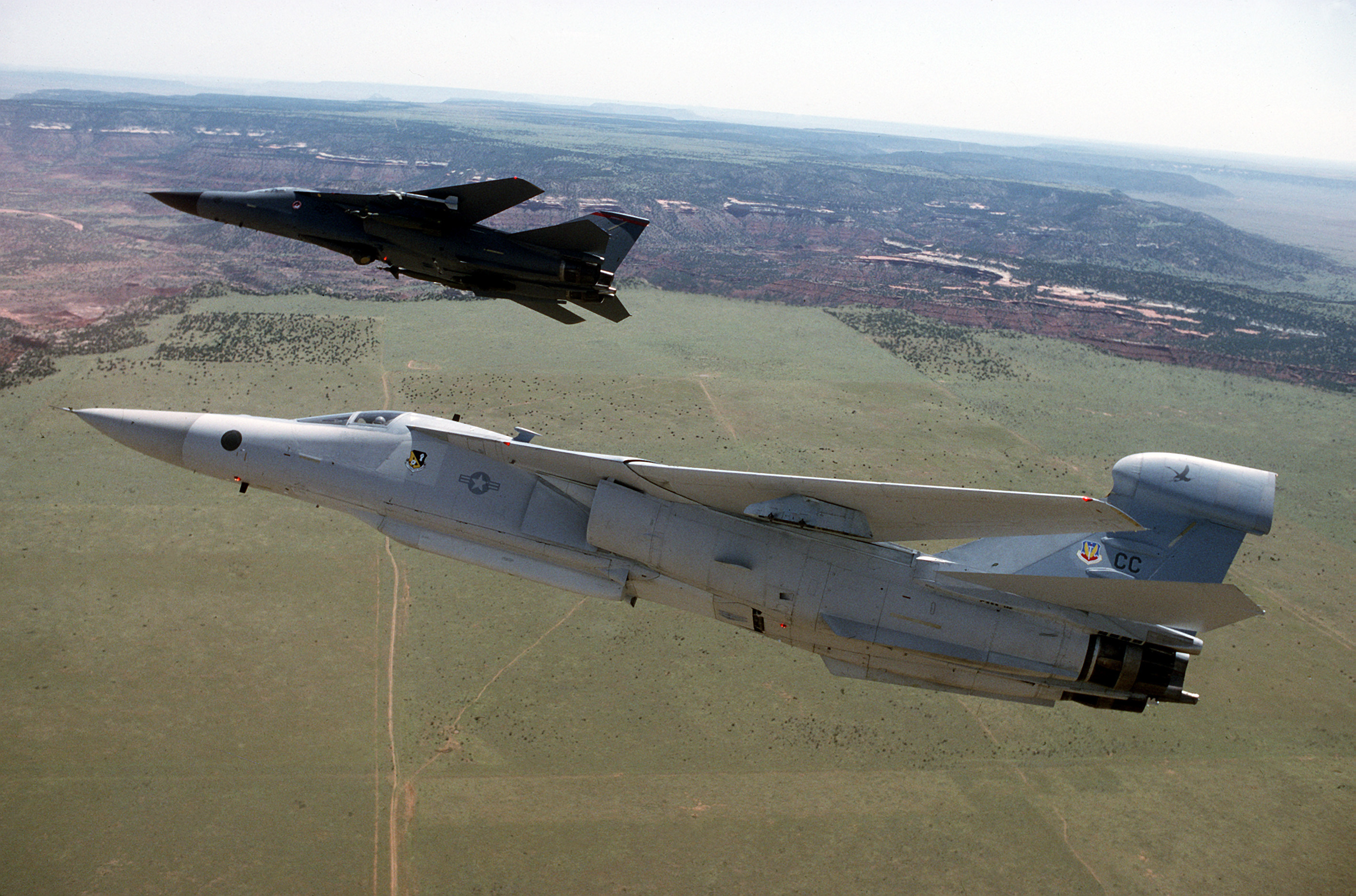
EF-111A y F-111F en vuelo (1992).

Un contrato para la creación de EF-111 partiendo de los ya existentes F-111A fue otorgado a Grumman en 1974. El primer modelo completamente equipado, conocido como “Electric Fox”, voló el 10 de marzo de 1977, y la entrega a las unidades de combate comenzó en 1981. Un total de 42 aeronaves fueron convertidas con un coste total de 1050 millones de dólares, realizándose la última entrega en 1985. Cada F-111A costaba 15 millones de dólares, para realizar la conversión en EF-111A había que invertir 25 millones de dólares más. El EF-111A recibió el nombre de “Raven”, aunque en servicio adquirió el mote de “Spark Vark”.

## Diseño

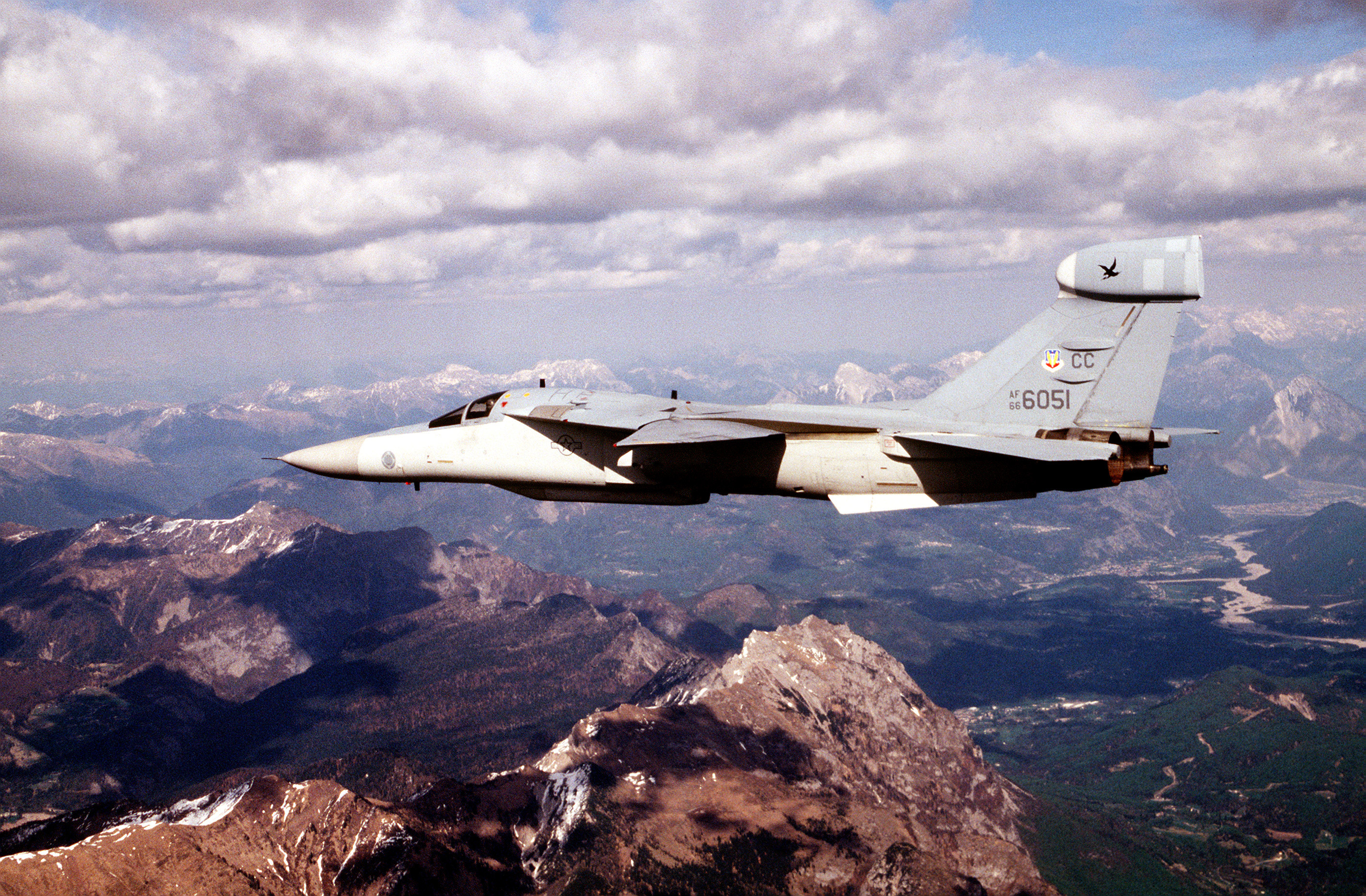
EF-111 sobrevolando los Alpes.

El “Raven” retiene del F-111A el sistema de navegación, con un revisado radar AN/APQ-160 para el mapeo del suelo. La principal característica del “Raven”, sin embargo, fue el sistema para la guerra electrónica AN/ALQ-99E, desarrollado para el EA-6B Prowler de la marina. Este sistema fue instalado en los soportes para armas, con transmisores instalados en una “canoa” de cinco metros de longitud situado en la zona ventral de la aeronave, la instalación completa pesaba unos 2.723 kg (6.000 lbs). Los receptores fueron instalados en la punta del estabilizador vertical, de forma similar al EA-6B Prowler. Los sistemas eléctricos y de refrigeración de la aeronave tuvieron que ser mejorados ampliamente para soportar este equipamiento. La cabina fue también reorganizada, con todas las pantallas de navegación recolocadas al lado del piloto, y los controles de vuelo excepto la palanca de gases siendo quitados del otro asiento, donde el oficial de guerra electrónica tenía todos sus instrumentos y controles.
El EF-111 estaba desarmado, aunque algunas fuentes indicaban que los pilones interiores de las alas podían ser instalados para permitir llevar misiles AIM-9 Sidewinder para su defensa. La considerable velocidad y aceleración fue su principal método de evasión. El EF-111A no era capaz de disparar misiles antirradiación no pudiendo ser utilizados en el rol “SEAD” (destrucción de defensas aéreas enemigas), lo cual fue una limitación táctica bastante importante.
En 1986 la motorización del EF-111A fue mejorada con el potente motor TF30-P-9 que desarrollaba 12.000 lbs de empuje y 18.500 usando la postcombustión.
Desde 1987 hasta 1994 el “Spark Vark” sufrió un programa de modernización de la aviónica (AMP), similar al programa del modelo F “Pacer strike”. Este programa instaló un doble sistema de navegación inercial, compuesto por un giróscopo de anillo láser  AS/ASN-41, un radar de impulsos Doppler AN/APQ-218 y una mejora del radar seguidor de terreno AN/APQ-146. Las pantallas de cabina fueron cambiadas por las multifuncionales que usaba el F-16 Fighting Falcon.

## Operadores
Estados Unidos

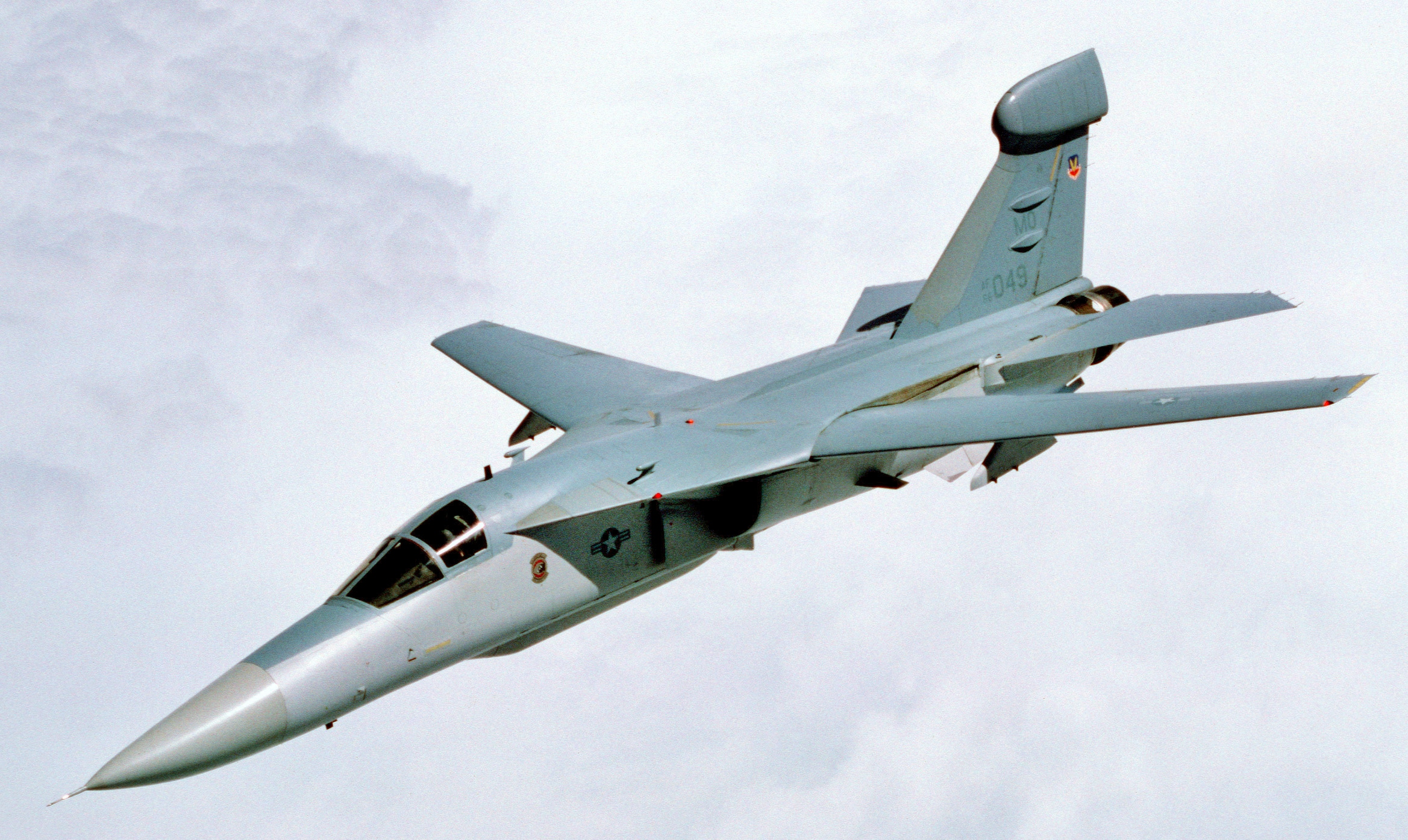
EF-111A en ruta hacia la base de Eglin.

- Fuerza Aérea de los Estados Unidos

## Historia operacional
El EF-111 fue usado en combate durante la Operación El Dorado Canyon (ataque de represalia sobre Libia en 1986), operación “Just Cause” (Panamá, 1989) y operación “Desert Storm” en 1991. El 17 de enero de 1991, los capitanes James Denton y Brent Brandon a los mandos de un EF-111A fueron condecorados con la cruz de vuelo al escapar del acoso de un Dassault Mirage F1 Iraquí que intentaba derribarlos. En este lance de la guerra el piloto del EF-111A comenzó a volar rozando el suelo intentando evitar ser derribado, esta maniobra le permitió salir indemne y además provocó que el avión iraquí colisionase con el suelo, previo haber sido fijado por un F-15 que acudía en auxilio de los Capitanes James Denton y Brent Brandon.

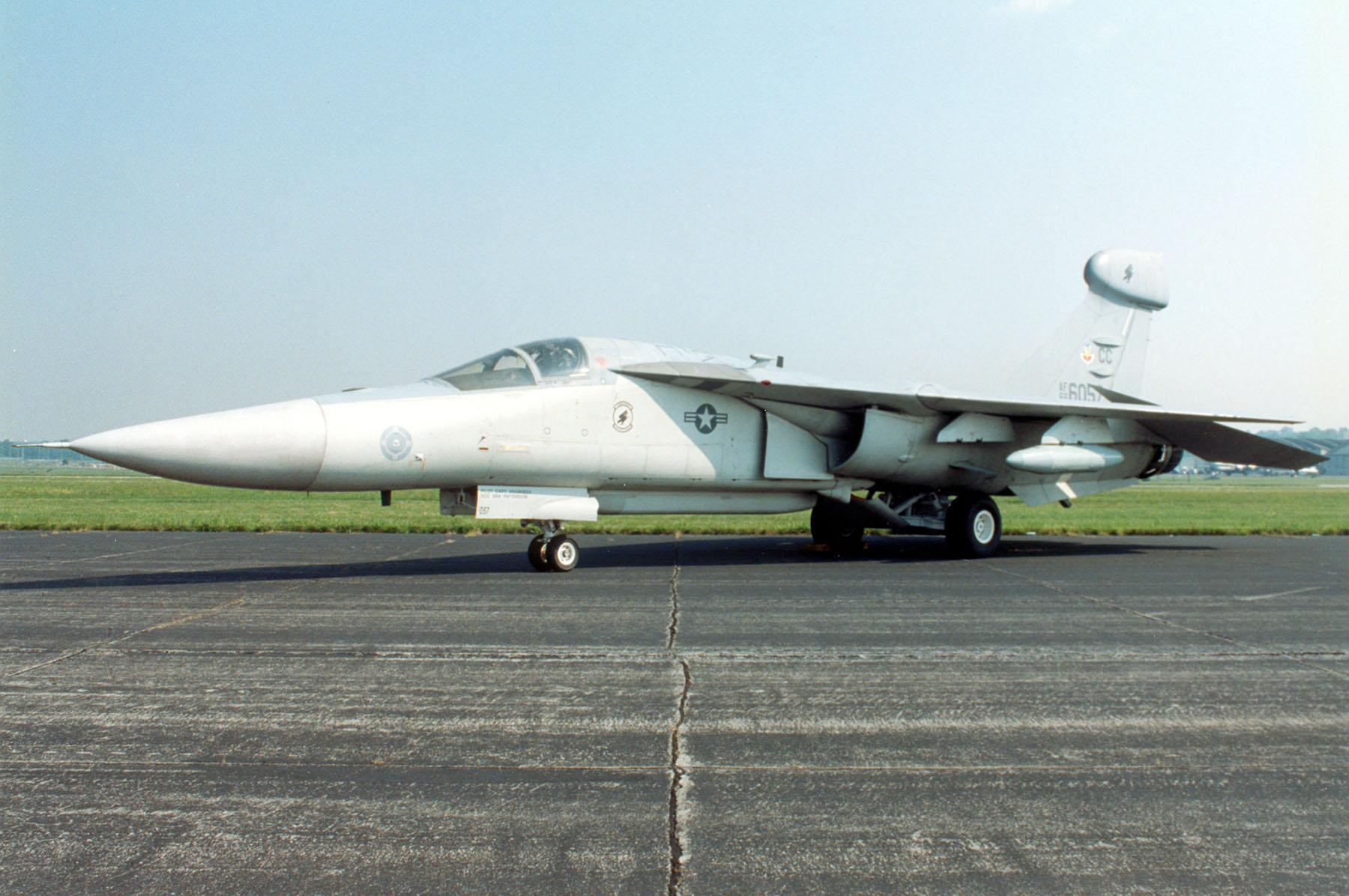
EF-111A del museo de la USAF.

El 13 de febrero de 1991, un EF-111A con número de serie 66-0023 colisionó con el suelo mientras hacia maniobras para evitar el ataque de una supuesta aeronave enemiga. A los mandos estaba el Piloto Capitán Douglas L. Bradt y el oficial de guerra electrónica Capitán Paul R. Eichenlaub. Este fue el único EF-111A perdido durante el combate, solo se perdieron las vidas humanas de esta tripulación y el total de aeronaves perdidas asciende a tres. El EF-111 también fue desplegado desde la Base Aérea de Aviano (Italia) dando apoyo en la operación Fuerza Deliberada a mediados de los años 1990.

### Desmantelamiento
El último despliegue del “Raven” fue un destacamento de EF-111 estacionados en la base Al Kharj en Arabia Saudí hasta abril de 1998.
Poco después, en mayo de 1998, la USAF retiró el EF-111A del servicio, almacenándolos en el Centro de Regeneración y Mantenimiento Aeroespacial (AMARC). Se trataba del final de los F-111 en servicio con la USAF. En un corto plazo, los EA-6B Prowlers ocuparon totalmente la función del “Raven” tanto en la Marina como en la Fuerza Aérea y podemos decir que este será sustituido por el EA-18G Growler.

## Supervivientes
De las 42 conversiones, 36 fueron enviadas al AMARC o desguazados, tres se perdieron en accidentes y cuatro están actualmente expuestos.

## Especificaciones (EF-111A)
Referencia datos: The Great Book of Modern Warplanes General Dynamics F-111 "Arardvark" Modern Fighting Aircraft

### Características generales
- Tripulación: 2 (piloto y oficial de guerra electrónica)
- Longitud: 23,17 m
- Envergadura: (ala de geometría variable)
  - Alas extendidas: 19,2 m
  - Alas plegadas: 9,74 m
- Altura: 6,1 m
- Superficie alar: 48,77 - 61,07 m²
- Perfil alar: NACA 64-210.68 en raíz, NACA 64-209.80 en punta
- Peso vacío: 25.072 kg
- Peso cargado: 31.751 kg
- Peso máximo al despegue: 40.370 kg
- Planta motriz: 2× turbofán con postcombustión Pratt & Whitney TF30-P-9.  
  - Empuje con postquemador: 87,2 kN (8890 kgf; 19 600 lbf) de empuje cada uno.

### Rendimiento
- Velocidad máxima operativa (Vno): 2350 km/h (1460 MPH; 1269 kt) (Mach 2,2)
- Alcance: 3220 km (1739 nmi; 2001 mi)
- Alcance en ferry: 6110 m (20 046 ft)
- Techo de vuelo: 13 715 m (44 997 ft)
- Régimen de ascenso: 3.353 m/min
- Empuje/peso: 0,598

### Aviónica
- Sistemas de navegación del F-111A
- Radar AN/APQ-160 revisado
- Sistema interferidor Raytheon AN/ALQ-99E
- Actualizado con:
  - Sistema de navegación inercial con doble giróscopo láser AN/ASN-41
  - Radar Doppler AN/APN-218
  - Radar de seguimiento del terreno AN/APQ-146
  - Pantallas multifunción

### Desarrollos relacionados
- General Dynamics F-111
- Grumman EA-6B Prowler

### Aeronaves similares
- Boeing EA-18G Growler
- Panavia Tornado ECR
- Sujoi Su-24
- Sujoi Su-33UB